# Rumung
Rumung ist die nördlichste Insel der Yap-Inseln, einer kleinen Inselgruppe im Westpazifik. Diese ist ca. 1250 km von Neuguinea und 820 km von Guam entfernt.
Die bewaldete, recht flache, etwa 3 km lange und maximal 2 km breite Insel hat an ihrer Nordküste den Hauptort Gaqnaqun; weitere kleine Siedlungen finden sich vorwiegend an der Nordostküste.
Rumung liegt knapp 200 m vor der Nordküste der Insel Maap, getrennt durch den 140 Meter breiten und 700 Meter langen Meeresarm Yinbinaew.
Zur Volkszählung 2000 lebten 126 Einwohner auf der Insel in 26 Haushalten. 1994 waren es noch 139 Einwohner in 27 Haushalten. Im Jahr 2010 wurden nur noch 58 Einwohner gezählt.
Rumung bildet die gleichnamige Gemeinde Rumung, mit folgenden Dörfern:
- Buluuol (Bulwol) (Nordwesten)
- Mechiol (Meechoqol) (Südwesten)
- Gaanaun (Gaqnaqun) (Nordosten)
- Riy (Osten)
- Fal (Faal) Osten
- Wenfara (Weenfaraq) (Südosten)
- Eng (Qeng) (verlassenes Dorf im Zentrum)

Nur das südlichste, verlassene Dorf Amin (Qamin) gehört bereits zur Gemeinde Maap, die ihren Sitz auf der gleichnamigen Nachbarinsel hat.
Die größten Orte sind Riy und Fal, die benachbart an der Ostküste liegen. Sie waren die Hauptorte der traditionellen Allianzen, in die Rumung gegliedert war. Riy war der Hauptort der nördlichen und Fal der südlichen Allianz. Für die gesamte Insel gilt traditionell Fal als Hauptort, obwohl Riy und Fal hier um die Vorherrschaft stritten.